# Palisadula chrysophylla
Palisadula chrysophylla là một loài Rêu trong họ Sematophyllaceae. Loài này được (Cardot) Toyama mô tả khoa học đầu tiên năm 1937.